# Giungla

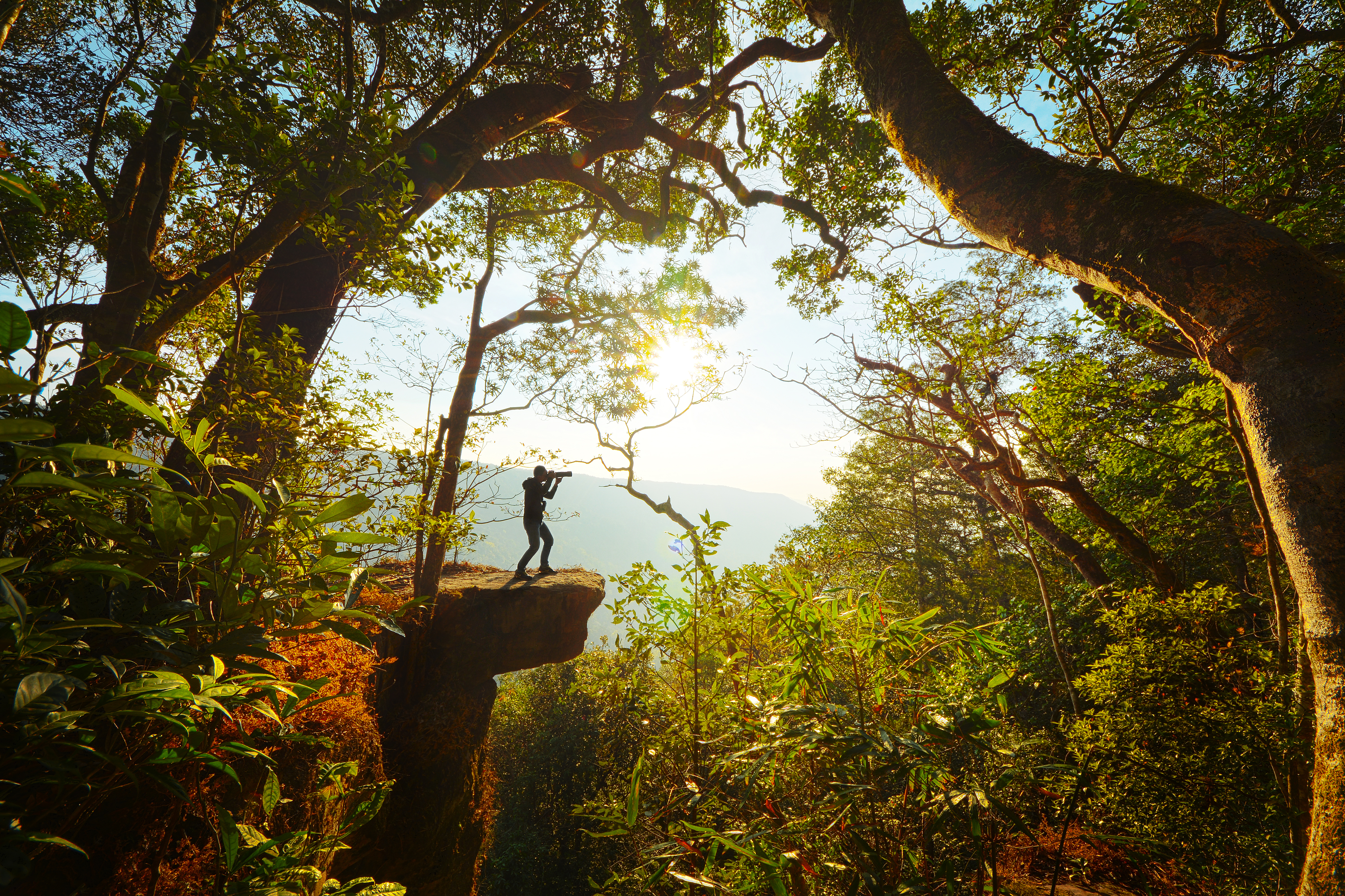
La giungla nel Parco nazionale di Khao Yai, in Thailandia

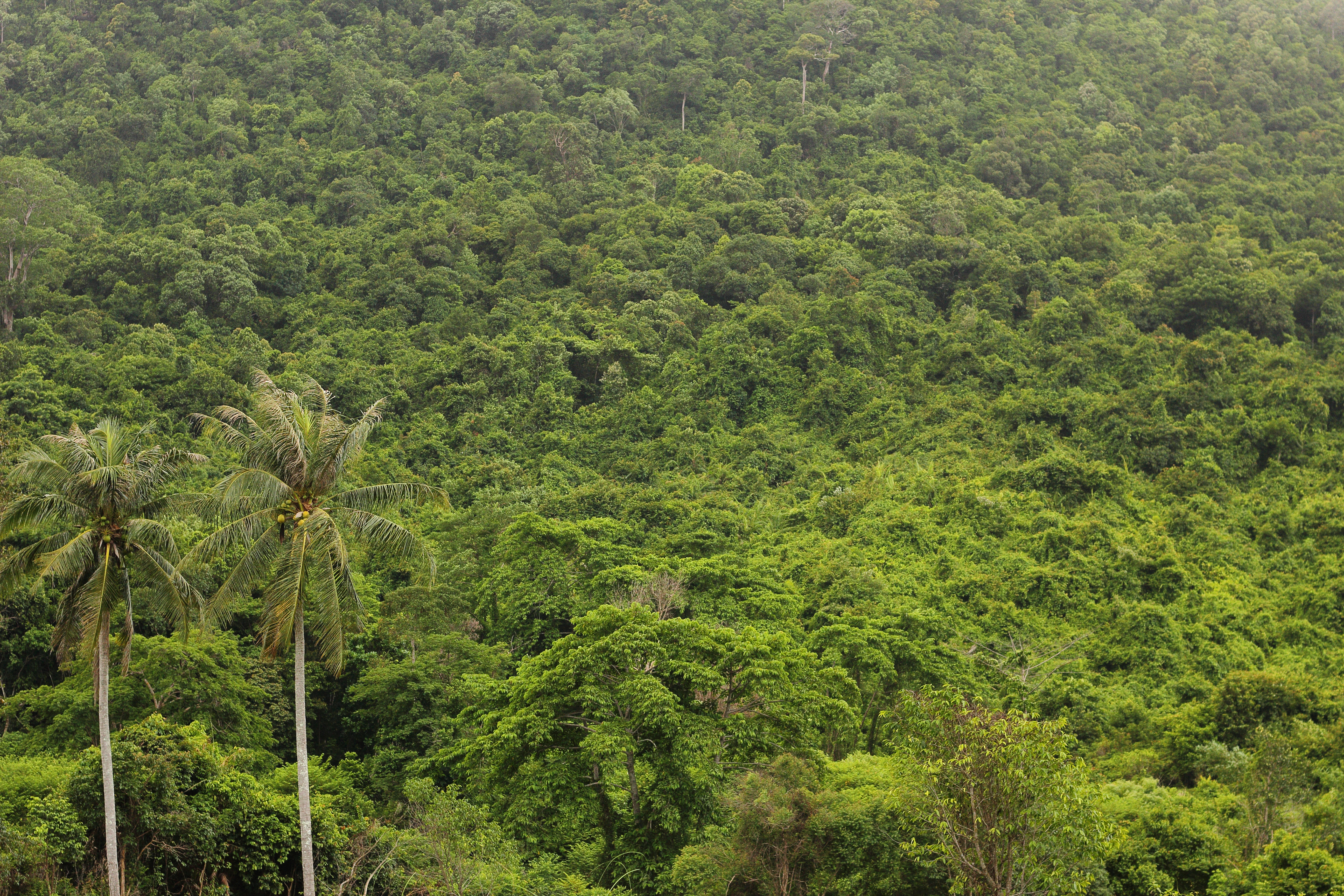
Giungla cambogiana

Il termine giungla ha un'accezione propria e una estesa.
In senso proprio, il termine è sinonimo di foresta tropicale decidua e spesso anche di foresta monsonica; indica dunque un bioma caratterizzato da una foresta impenetrabile e ricca di alberi caducifogli, tipico dei climi tropicali in cui a un lungo periodo piovoso si alterna una stagione secca. Inteso in questo senso, il bioma della giungla è diffuso soprattutto in Asia, nel subcontinente indiano e nelle aree interne dell'Indocina, come attesta la derivazione etimologica dal sanscrito जङ्गल (pronuncia: jaṅgala), che significa "area naturale selvaggia". Per analogia, il termine "giungla" può indicare anche le foreste tropicali decidue presenti in altri continenti.
Alcuni autori parlano di giungla anche per la vegetazione secondaria che si sviluppa quando la foresta pluviale viene abbattuta; il motivo di questa definizione è la forte somiglianza tra questa vegetazione secondaria e la vegetazione primaria della giungla vera e propria; la somiglianza è dovuta all'impenetrabilità, e non alla caducità delle foglie. Anche la giungla primaria, una volta distrutta, si trasforma in giungla secondaria, che si differenzia per la minore altezza degli alberi.
Nella lista Global 200 del WWF questo bioma non è considerato a parte, ma è inserito tra le foreste aride di latifoglie tropicali e subtropicali; l'abbondanza di piante caducifoglie distingue la giungla dalle altre foreste di questo bioma, in cui sono presenti in gran quantità anche specie semi-decidue e specie sempreverdi.
In senso esteso, invece, il termine "giungla" è sinonimo di foresta pluviale, ossia una foresta sempreverde con una vegetazione rigogliosa e intricata, un'ampia biodiversità e grandi riserve di acqua dolce, grazie al clima tropicale umido. Tale estensione di significato è oggi molto raro in ambito scientifico; non era così nel passato: sino agli anni cinquanta del Novecento, il termine "foresta pluviale" non era usato e per riferirsi a questo ambiente si usavano le espressioni "giungla" o "foresta vergine".
Con l'affermarsi, a livello accademico e scientifico, dell'espressione "foresta pluviale", il termine "giungla" è tornato alla sua accezione ristretta, quella originaria. A livello non prettamente scientifico, il termine "giungla" è invece ancor oggi ampiamente usato come sinonimo di "foresta pluviale".

## Variazioni del significato del termine

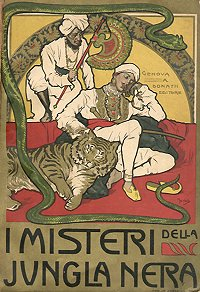
Copertina del libro di E. Salgari I misteri della jungla nera

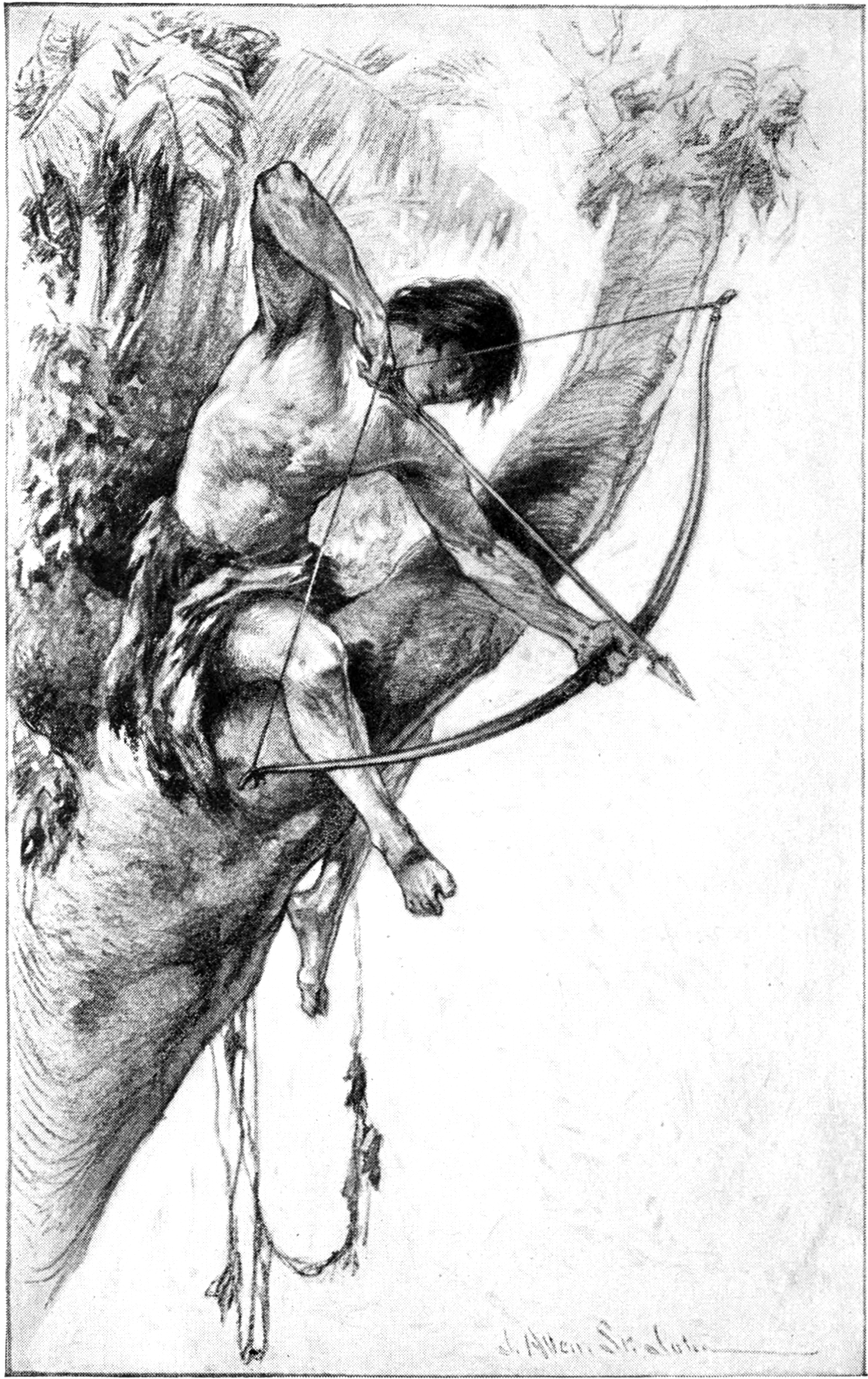
Tarzan

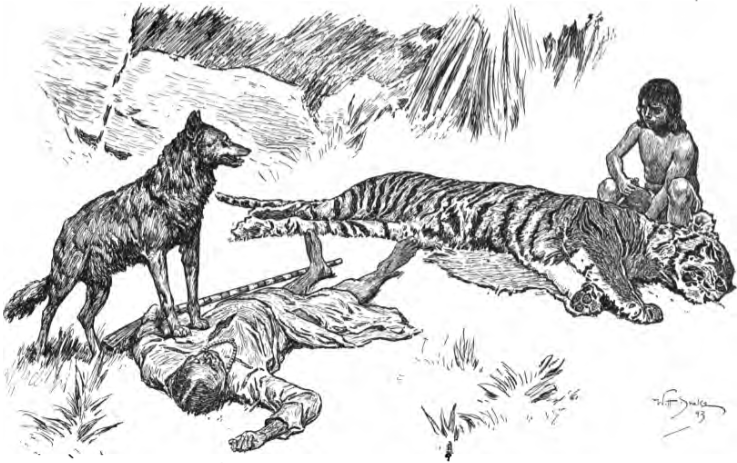
Mowgli

I romanzi di Walter Scott, dei primi decenni dell’Ottocento, furono i primi a diffondere l'uso del termine "giungla" nel linguaggio corrente, come sinonimo di "foresta vergine"
Il successo dei libri di Rudyard Kipling, Il libro della giungla e Il secondo libro della giungla, ed anche di quello di Edgar Rice Burroughs, Tarzan delle Scimmie (in cui si parla della giungla africana), hanno reso oltremodo popolare il termine, sia in senso proprio, sia in senso esteso. Le avventure a fumetti dell'Uomo mascherato, che si svolgono in una giungla localizzata in un paese di fantasia (asiatico prima degli anni sessanta del Novecento e poi africano), hanno contribuito alla diffusione del termine a livello popolare, come anche i romanzi di Emilio Salgari, specie I misteri della jungla nera, ambientato nella foresta di mangrovie delle Sundarbans.
I libri di Salgari hanno dato al termine "giungla", nel linguaggio italiano corrente, una sfumatura particolare, ossia quella di foresta intricatissima ricca di aree paludose e popolata da animali pericolosi per l'uomo, come tigri e serpenti. Non per niente uno dei personaggi più popolari di Salgari è Tremal-Naik, "cacciatore di tigri e di serpenti della giungla nera".
Dai libri di Kipling, di Burroughs e di Salgari vennero tratti decine e decine di film, fumetti, cartoni animati e serie televisive di grande successo popolare e tutti ambientati nella giungla, con celebri protagonisti: Mowgli, l'Uomo mascherato, Tarzan, Sandokan, Tremal-Naik. Più il termine si diffondeva, più assumeva significati generici, fino ad arrivare ad indicare qualsiasi foresta equatoriale o tropicale. Nell'immaginario collettivo, la giungla divenne così definitivamente l'ambiente della natura rigogliosa ed incontaminata, affascinante, ma piena di insidie per l'uomo, che mette alla prova sé stesso lottando contro ostacoli e difficoltà di ogni tipo, vivendo mille avventure.
Il 1898 vide la pubblicazione del volume Geografia su base fisiologica, in cui il botanico ed ecologo tedesco Andreas Schimper classificò per primo tutti i biomi terrestri del pianeta; per indicare le foreste che erano state sino ad allora chiamate genericamente "giungla" o "foresta vergine", egli coniò l'espressione "foresta pluviale", che nel giro di qualche decennio si impose a livello scientifico, e parzialmente anche popolare. Il termine "giungla", che era diventato troppo generico, cominciò allora a tornare al suo significato originario di foresta tipica delle regioni monsoniche, anche se a livello popolare questa accezione convive ancora con quella più generica di foresta pluviale.
Nell'ambito dello Scautismo, inoltre, la giungla è l'ambiente fantastico in cui vive il "branco" dei Lupetti, seguendo il libro "Le storie di Mowgli", realizzato dallo stesso Kipling su richiesta di Robert Baden-Powell.

## Significato traslato
In senso traslato, il termine "giungla" è usato nella letteratura occidentale per indicare uno spazio naturale al di fuori del controllo della civiltà, ma è anche usato come metafora di luoghi o situazioni dove la sola legge percepita è la "sopravvivenza del più adatto": la cosiddetta "legge della giungla" che domina i rapporti umani nelle megalopoli odierne. In tal senso il termine è usato, a titolo di esempio, nel film di John Huston Giungla d'asfalto, in quello di Joseph Losey Giungla di cemento e nell'opera teatrale di Bertolt Brecht Nella giungla delle città.

## La giungla in senso proprio

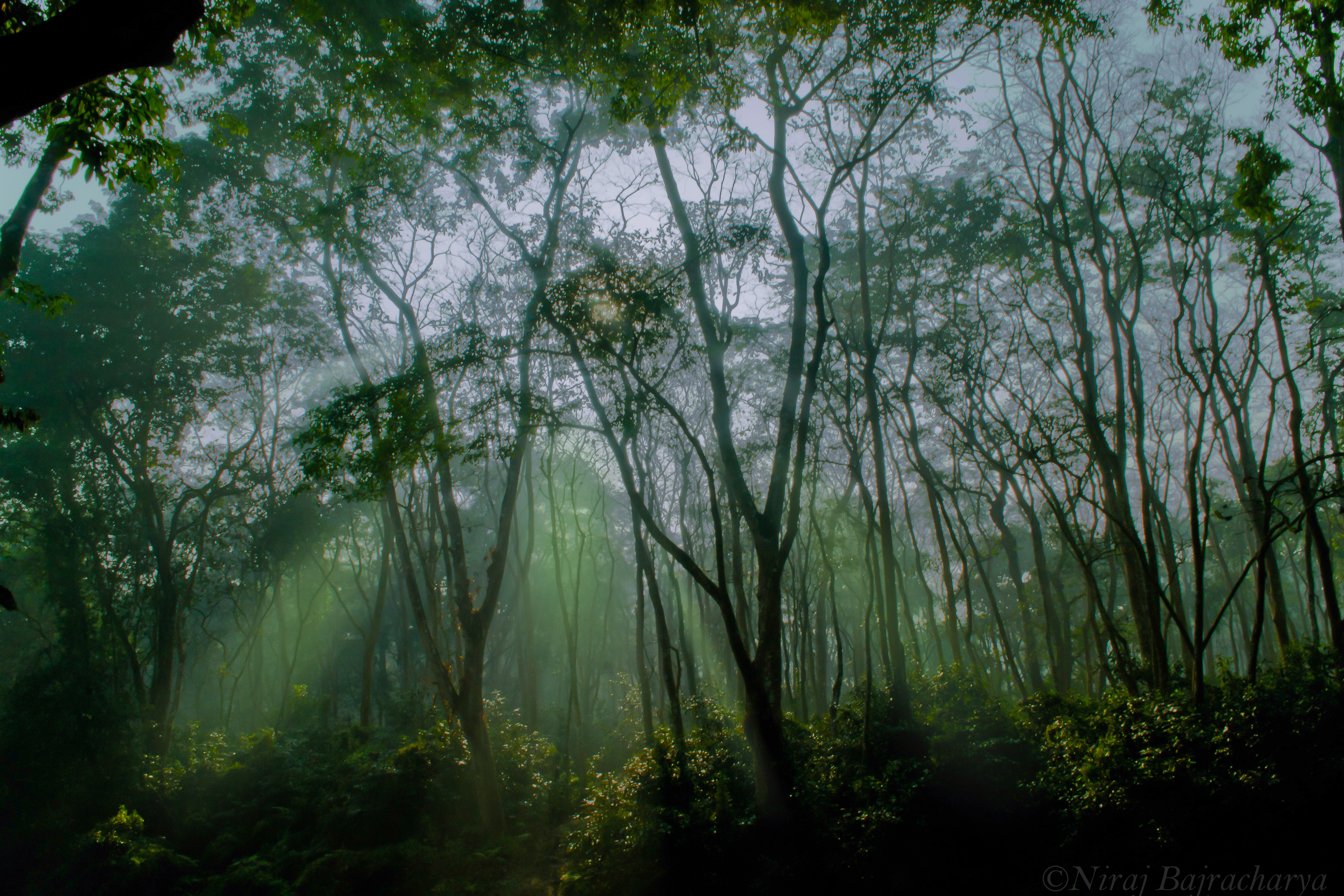
La giungla nel parco nazionale di Chitwan (Nepal)

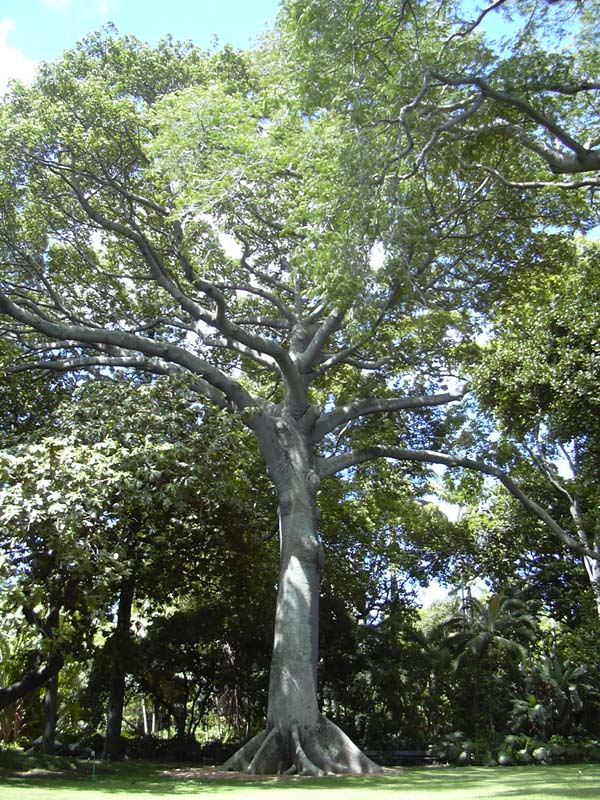
L'albero del kapok

La parola "giungla", in senso proprio, indica il bioma delle zone tropicali caratterizzate dal soffiare dei monsoni, che portano all'alternarsi di una stagione secca, durante il periodo in cui spira il monsone invernale, che proviene dal centro dei continenti, e di una stagione piovosa, data dal monsone estivo, che proviene dall'oceano. L'alternanza di una stagione secca e di una piovosa si riflette sul tipo di vegetazione: il periodo invernale di siccità spinta fa sì che la maggior parte delle piante della giungla siano a foglie caduche, per superare così il deficit idrico. Ciò permette alla luce di raggiungere il suolo, consentendo un grande sviluppo dello strato inferiore della vegetazione, che forma un intrico di rami e liane tipicamente impenetrabile alla percorrenza da parte dell'uomo.
Si deve notare che alcune tra le più diffuse classificazioni climatiche, come quella di Köppen, limitano il concetto di clima monsonico alle sole regioni costiere in cui soffiano questi venti. Quando si dice che la giungla è tipica delle regioni a clima monsonico, si deve invece intendere questo clima nella sua accezione più vasta, comprendendo quindi anche l'entroterra.

### Differenze con altri biomi
Le differenze tra la savana, la foresta arida tropicale, la giungla e la foresta pluviale dipendono dalla diversa durata della stagione secca e della stagione piovosa. Si va da una siccità molto prolungata e una stagione piovosa breve, tipiche della savana, alla completa mancanza di una stagione arida, caratteristica della foresta pluviale.     

#### Giungla e foresta pluviale
Mentre la giungla è tipicamente ricca di piante che perdono le foglie nella stagione secca, nella foresta pluviale vera e propria le piogge sono presenti in tutti i mesi e quindi tutte le piante sono sempreverdi.
Inoltre, mentre nella giungla, quando le caducifoglie sono spoglie, la luce arriva sino al suolo in quantità sufficiente per lo sviluppo di un intricatissimo insieme di piante, invece nella foresta pluviale la zona vicino al terreno è tipicamente scarsa di vegetazione, dato che il fittissimo strato superiore delle chiome non ne consente lo sviluppo.

#### Giungla e foresta arida tropicale
La giungla, sempre per la presenza di una massiccia percentuale di specie caducifoglie, si distingue dalle altre foreste appartenenti al bioma delle foreste aride di latifoglie tropicali e subtropicali, ossia tipiche di zone in cui la stagione siccitosa non riesce ad esaurire completamente le riserve d'acqua del suolo, ragion per cui la maggior parte delle piante che vi crescono sono sempreverdi o semidecidue.

#### Giungla e savana
La giungla, per la sua copertura arborea completa, si distingue dalla savana, che pure è il risultato di un clima con alternanza di una stagione secca e di una piovosa; la copertura totale del terreno da parte degli alberi è conseguenza di una stagione piovosa particolarmente lunga, che ne favorisce lo sviluppo.

### Piante e animali della giungla
Alberi tipici della giungla sono il kapok, il teak, il sandalo, vari ficus, tra cui il fico delle pagode, diverse specie del genere Diospyros da cui si ricava l'ebano e diverse specie del genere Dalbergia, da cui si ricava il palissandro. Tipica della giungla è inoltre la presenza di varie specie di bambù.
Tra gli animali che vivono nella giungla asiatica, si ricordano le tigri, gli elefanti indiani, i rari leoni indiani, le volpi del bengala, gli avvoltoi del Bengala, i cobra reali, i pitoni. Nella giungla delle Piccole Isole della Sonda vivono i draghi di Komodo.

### Diffusione della giungla nei vari continenti
Le zone di maggiore estensione di giungla, intesa come foresta tropicale decidua, si trovano in India centrale e in Indocina; zone di estensione più limitata, ma sempre notevole, si trovano nello Yucatán e nel Madagascar occidentale.
Le più vaste ecoregioni della lista Global 200 caratterizzate dalla giungla sono dunque:
- In Indiaː le "Foreste decidue dell'altopiano del Deccan centrale", le "Foreste decidue del Chhota-Nagpur", le "Foreste decidue di Kathiarbar-Gir", le "Foreste decidue della valle della Narmada", le "Foreste decidue dell'India nord-orientale" e le "Foreste decidue dell'altopiano meridionale del Deccan";
- in Indocinaː le "Foreste decidue dell'Indocina centrale" e le "Foreste dell'Irrawaddy";
- nel Madagascar occidentaleː le"Foreste decidue del Madagascar occidentale";
- nello Yucatánː le "Foreste decidue dello Yucatán".

Le altre zone hanno un'estensione molto minore.

#### Ecoregioni
Si riporta l'elenco completo delle ecoregioni definite dalla lista Global 200 caratterizzate dalla presenza della giungla, intesa nel senso proprio, ossia di foresta tropicale decidua.

##### In Asia

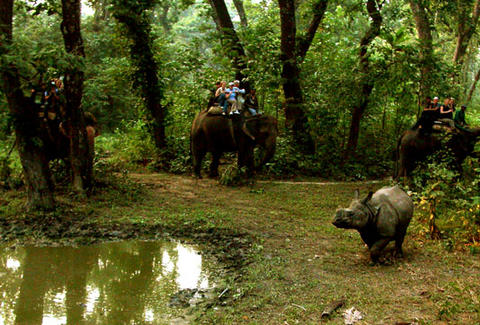
La giungla nel Parco nazionale di Chitwan, in Nepal

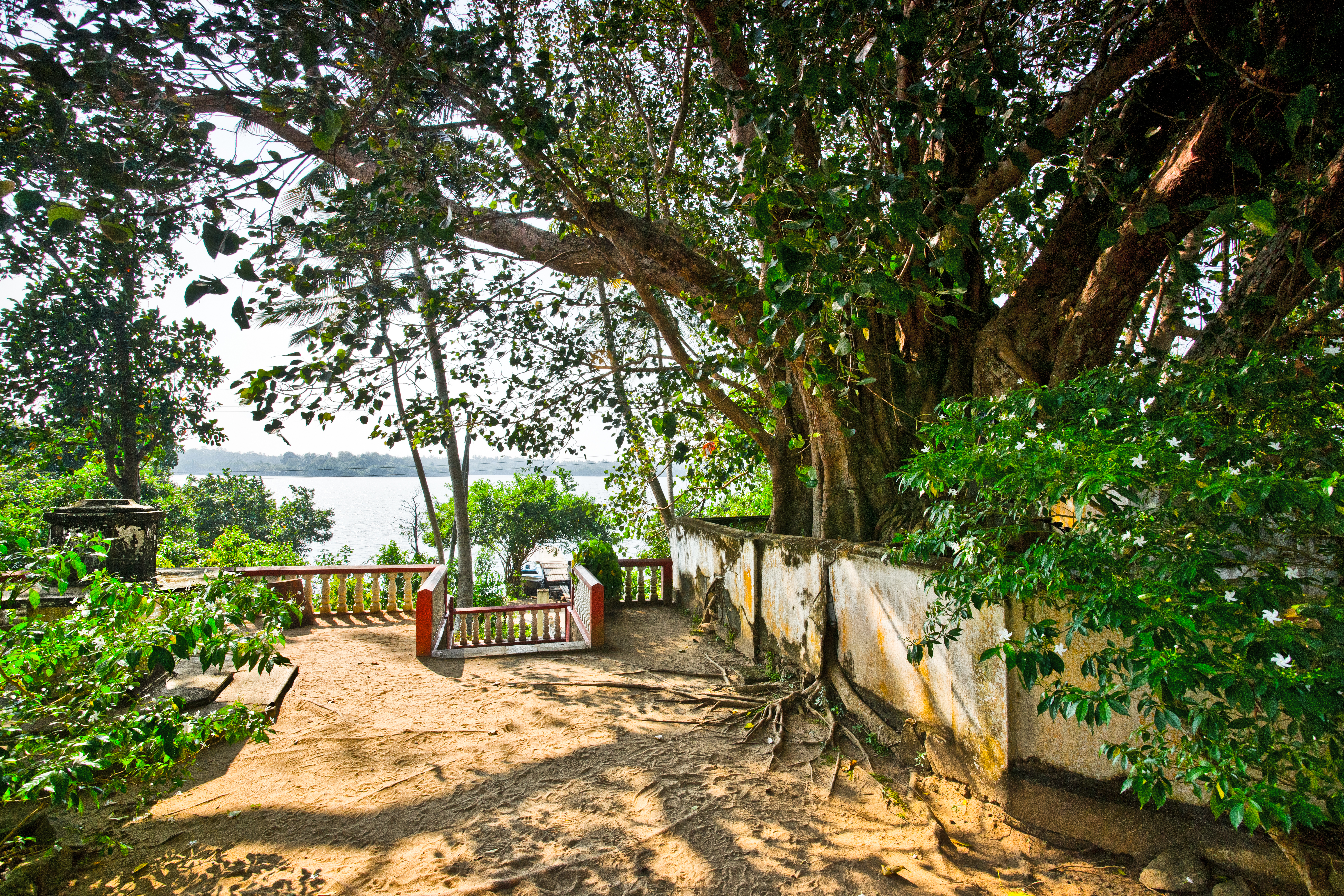
Fico delle pagode

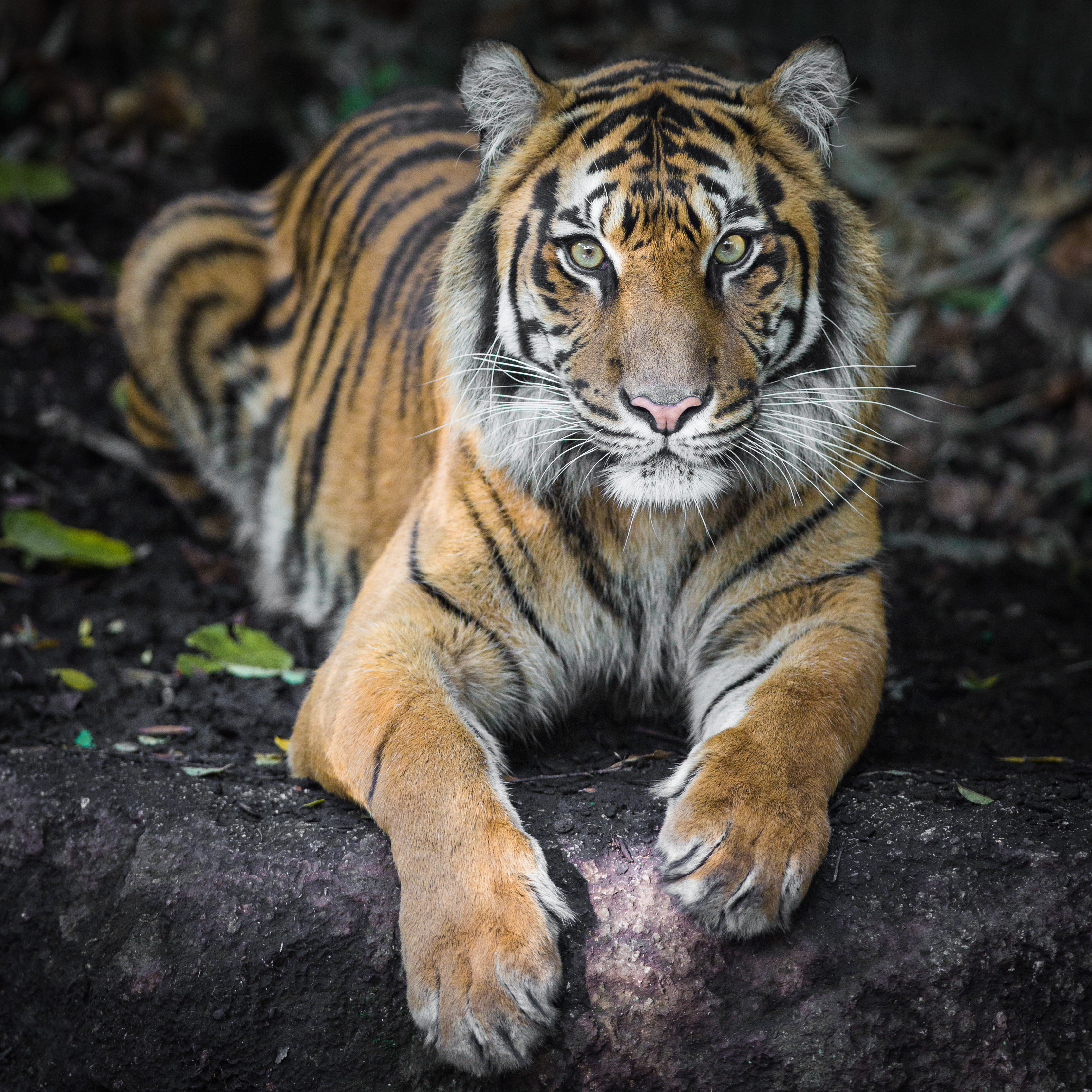
Tigre

- India. Nella giungla indiana sono ambientati i racconti di Rudyard Kipling contenuti in Il libro della giungla, in Il secondo libro della giungla e in Le storie di Mowgli. 
  - Foreste decidue dell'altopiano del Deccan centrale. L'ecoregione è una delle zone a giungla più vaste del mondo, con i suoi 240.000 km²; è caratterizzata da un'elevata densità di popolazione umana, insolitamente associata alla presenza di numerose specie di grandi vertebrati, tra cui la tigre (Panthera tigris)[15].
  - Foreste decidue del Chhota-Nagpur. Nell'ecoregione, anch'essa una delle più vaste giungle del mondo, estendendosi per 122.000 km², sono presenti grandi popolazioni del più grande predatore asiatico, la tigre (Panthera tigris) e del più grande erbivoro, l'elefante indiano (Elephas maximus indicus)[16].
  - Foreste decidue di Kathiarbar-Gir. È un'ecoregione vastissima, estendendosi per 267.000 km². In queste foreste è presente l'unica popolazione superstite del leone asiatico (Panthera leo persica)[17].
  - Foreste decidue della valle della Narmada. L'ecoregione è molto vasta, con i suoi 168.000 km². Anche qui è presente la tigre (Panthera tigris)[18].
  - Foreste decidue dell'India nord-orientale. Si estende per ben 58.000 km². Queste foreste ospitano molti grandi vertebrati, tra cui la tigre (Panthera tigris)[19].
  - Foreste decidue dell'altopiano meridionale del Deccan. Anche questa ecoregione è una delle più vaste zone di giungla del mondo, estendendosi per 82.000 km². Vi si trova la più grande popolazione di elefanti in India, nell'area che va dalle colline di Nilgiri ai Ghati orientali, stimata in oltre 6.000 animali[20].
- Arcipelago malese
  - Foreste decidue delle Piccole Isole della Sonda (Indonesia). La fauna di questa ecoregione è molto particolare per la coesistenza di specie asiatiche e australiane. Vi si trovano specie endemiche, tra cui il drago di Komodo, la più grande lucertola del mondo, la volpe volante di Lombok e diciassette specie di uccelli che non si trovano da nessun'altra parte sulla Terra[21].
  - Foreste decidue dell'isola Sumba (Indonesia). Anche questa regione è caratterizzata dalla coesistenza di specie asiatiche e australiane[22].
  - Foreste decidue di Timor e Wetar (Indonesia e Timor Est). Anche qui la peculiarità è la mescolanza di specie asiatiche e australiane. Quasi due terzi dell'estensione originale delle foreste sono però stati abbattuti dall'uomo e ormai rimangono solo frammenti di habitat naturale, a loro volta in pericolo di scomparsa[23].
- Indocina
  - Foreste decidue dell'Indocina centrale (Thailandia, Cambogia, Laos e Vietnam). Sono tra le più vaste zone di giungla del mondo: si estendono per 320 122 km²[24]. La giungla in Thailandia è protetta nel Parco nazionale di Khao Yai;
  - Foreste dell'Irrawaddy (Myanmar). Solo alcune foreste di questa ecoregione sono decidue e dunque classificabili come "giungla", mentre altre sono sempreverdi[25].

Foreste decidue dell'altopiano del Chhota-Nagpur (ecoregione IM0203)
Foreste decidue della valle della Narmada (ecoregione IM0207)
Foreste decidue dell'Indocina centrale (ecoregione IM0202)

##### In Africa
- Foreste decidue del Madagascar occidentale (Madagascar)[26]. La giungla del Madagascar si estende per 15.000 km², risultando la più vasta al di fuori dell'Asia.

Foreste decidue del Madagascar occidentale (ecoregione AT0202)

##### In America
- Antille
  - Foreste decidue di Portorico (Portorico)[27].
  - Foreste decidue di Cuba (Cuba)[28].̈
- Messico
  - Foreste decidue della Bassa California del Sud (Messico)[29].
  - Foreste decidue del Messico nordoccidentale (Messico)[30].
  - Foreste decidue dello Yucatán (Messico), che si estendono per quasi 50.000 km², risultando così l'area a giungla più vasta d'America[31].
  - Foreste decidue di Veracruz (Messico)[32].
  - Foreste decidue di Jalisco (Messico)[33].
  - Foreste decidue del Messico meridionale (Messico)[34].
  - Foreste di Sinaloa (Messico). Solo alcune zone di questa ecoregione sono caratterizzate da foreste tropicali decidue[35].
- America centrale
  - Foreste di Panama (Panama). Solo alcune zone di questa ecoregione sono caratterizzate da foreste tropicali decidue[36].
- America del sud
  - Foreste di Lara e Falcón (Venezuela). Le foreste decidue tropicali sono limitate all'area orientale dell'ecoregione[37].
  - Foreste di Apure e Villavicencio (Colombia e Venezuela). In questa ecoregione le foreste decidue si alternano con foreste semi-decidue e a praterie[38].
  - Foreste della valle del fiume Cauca (Colombia). In questa ecoregione le foreste decidue si alternano con le foreste sempreverdi e con la macchia, mentre lungo il fiume Cauca si estende una foresta a galleria[39].
  - Foreste della costa pacifica dell'Ecuador (Ecuador). Foreste decidue si estendono solo nella parte settentrionale dell'ecoregione, al di sotto dei 600 metri, e nelle aree meridionali, dove si registrano meno di 1000 mm di precipitazioni all'anno; in queste zone tali foreste arrivano fino ad un'altezza di 2000 metri[40].
  - Foreste dell'alto corso del fiume Marañón (Perù). Solo alcune zone di questa piccola ecoregione di alta importanza biologica sono caratterizzate da foreste tropicali decidue; il resto è occupato da macchia e da vegetazione ripariale[41].
  - Foreste atlantiche brasiliane (Brasile). In questa vasta ecoregione le foreste decidue si alternano con quelle semi-decidue[42]

Foreste della costa pacifica dell'Ecuador (ecoregione NT0214)
Foreste atlantiche brasiliane (ecoregione NT0202)
Foreste di Sinaloa (ecoregione NT0228)
Foreste decidue di Jalisco (ecoregione NT0217)
Foreste decidue di Veracruz (ecoregione NT0233)
Foreste decidue dello Yucatán (ecoregione NT0235)

#### Altre aree a giungla
Secondo fonti diverse dalla lista Global 200, esistono altre aree caratterizzate dalla giungla, nei vari continenti.

##### In Asia
- in Indonesia, nelle aree a clima monsonico di Giava e di Celebes[3].

##### In Africa
- in Guinea[3], dove è protetta nel Parco nazionale dell'Alto Niger[43];
- in Madagascar, lungo la costa orientale[13].

#### In Oceania
- in Australia settentrionale[3].